# John Scrope
John Scrope (vers 1662 - 9 avril 1752) est un avocat et homme politique britannique qui siège à la Chambre des communes de 1722 à 1752.

## Jeunesse
Il est le fils de Thomas Scrope, un marchand de Bristol  troisième fils et héritier du colonel Adrian Scrope de Wormsley à Oxfordshire, ce dernier étant pendu après la restauration comme l'un des régicides de Charles Ier.
Il fait ses études au Middle Temple et est admis au barreau en 1692. En mai 1708, à la suite de l'Acte d'Union, il est nommé baron (juge) de la Cour de l'échiquier d'Écosse. À ce titre, il est l'un des commissaires du grand sceau du 26 septembre 1710 (à la suite de la démission de Lord Cowper) au 19 octobre 1710, date à laquelle Sir Simon Harcourt est nommé Lord Keeper.

## Secrétaire au trésor
Il est élu au Parlement de Grande-Bretagne pour Ripon aux élections générales de 1722. Il échange son poste de baron de l'échiquier contre celui de secrétaire au Trésor. Il siège ensuite pour sa ville natale de Bristol, puis de 1735 à sa mort pour Lyme Regis .
Il est un proche allié de Sir Robert Walpole, Premier lord du Trésor de 1721 à 1742, et après la démission de Walpole, il est appelé à témoigner par un comité du parlement, le comité du secret, présidé par Lord Limerick, sur l'utilisation de fonds. Il refuse de rendre des comptes, affirmant avec l'avocat Paxton qu'il s'agit de fonds de services secrets pour lesquels il ne doit rendre compte qu'au roi.
L’attaque contre Walpole, via Scrope ayant échoué, le Comité du secret convoque alors le procureur du Trésor, Nicholas Paxton et ses associés, bien que ces derniers aient été rapidement licenciés.
Au cours de nombreuses audiences, Paxton continue à refuser de répondre à certaines questions, estimant qu'il pourrait s'incriminer. Le comité estime que Paxton ne risque pas de s'incriminer et qu'il doit répondre. Paxton reste obstiné dans son refus .
Il est alors confiné dans la prison de Newgate, avec la seule compagnie de son épouse, mais n'est pas autorisé à communiquer avec qui que ce soit ni à posséder un crayon, de l'encre ou du papier. À la fin du mandat du Parlement, Paxton est discrètement libéré. Rejeté de son poste, il meurt dix-huit mois plus tard, à l'âge de 54 ans. Horace Walpole, secrétaire adjoint de Scrope, sauve la conscience de sa famille à l'égard de Paxton en prenant des dispositions pour le fils de Paxton alors toujours à Eton. Le Comité du secret, avec ses disputes et ses échecs, est rapidement oublié, de même que les sommes considérables en jeu.
L’honnêteté, les connaissances financières et les capacités de Scrope sont telles qu’il reste secrétaire au Trésor jusqu’à sa mort, à l’âge de 90 ans environ, pour plus de 28 ans à ce poste.

## Mort et héritage

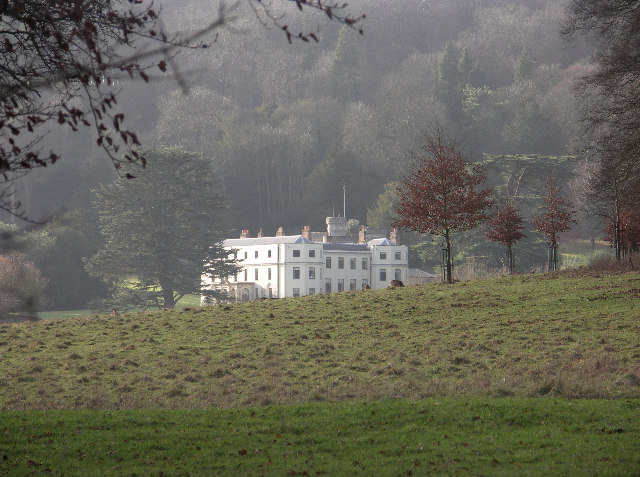
Photo du domaine de Wormsley, 2006.

Comme Scrope meurt sans descendance, son domaine de Wormsley passe aux descendants de sa sœur Anne (décédée en 1720)  qui a épousé Henry Fane. Leur deuxième fils, Thomas Fane, également marchand à Bristol, succède à son oncle à Wormsley Park et est député de Lyme Regis . Fane succède également à un cousin éloigné et devient le 8e comte de Westmorland en 1762.